# Mstyczów (przystanek kolejowy)
Mstyczów – zlikwidowany przystanek osobowy w Mstyczowie; w gminie Sędziszów, w powiecie jędrzejowskim, w województwie świętokrzyskim, w Polsce. Otwarty w 1971 roku.